# جورج ستيفنز
جورج ستيفنز (بالإنجليزية: George Stevens)‏ مواليد 18 ديسمبر 1904 في أوكلاند، الولايات المتحدة - الوفاة 8 مارس 1975 في لانكستر، كاليفورنيا، الولايات المتحدة، كان مخرج وكاتب سيناريو أمريكي بدأ نشاطه سنة 1915. كما أنه من الفائزين بجوائز الأوسكار وجائزة غولدن غلوب.

## الأعمال
- أليس آدمز
- وقت الميل
- سيدة العام
- حديث المدينة
- كلما زاد العدد زاد المرح
- مكان في الشمس
- شين
- ضخم
- يوميات آن فرانك

## وصلات خارجية
- جورج ستيفنز على موقع IMDb (الإنجليزية)
- جورج ستيفنز على موقع الموسوعة البريطانية (الإنجليزية)
- جورج ستيفنز على موقع روتن توميتوز (الإنجليزية)
- جورج ستيفنز على موقع ألو سيني (الفرنسية)
- جورج ستيفنز على موقع تيرنر كلاسيك موفيز (الإنجليزية)
- جورج ستيفنز على موقع أول موفي (الإنجليزية)
- جورج ستيفنز على موقع قاعدة بيانات برودواي على الإنترنت (الإنجليزية)
- جورج ستيفنز على موقع قاعدة بيانات الأفلام السويدية (السويدية)
- جورج ستيفنز على موقع إن إن دي بي (الإنجليزية)
- جورج ستيفنز على موقع ديسكوغز (الإنجليزية)